# Нсуэ, Эмилио
Эми́лио Нсу́э Ло́пес (исп. Emilio Nsue López; род. 30 сентября 1989, Пальма) — испанский и экваториальногвинейский футболист, защитник испанского клуба «Интерсити» и сборной Экваториальной Гвинеи. Также может играть на позиции вингера. Лучший бомбардир в истории сборной Экваториальной Гвинеи.

## Клубная карьера
Воспитанник кантеры «Мальорки». Впервые за основную команду сыграл 3 февраля 2008 года, заменив на 90-й минуте матча с «Вильярреалом» Даниэля Гуису. До окончания сезона 2007/08 Нсуэ ещё только однажды вышел на замену и летом 2008 года был отдан в аренду в «Кастельон».
За «Кастельон» нападающий провел в Сегунде и Кубке Испании 39 матчей и забил 6 голов. Сезон 2009/10 Нсуэ также провел в Сегунде, защищая на правах аренды цвета клуба «Реал Сосьедад». В 35 матчах в чемпионате и кубке, из которых только 5 сыграны полностью, Эмилио Нсуэ забил 5 мячей.
В сезоне 2010—2011 Эмилио Нсуэ вновь выступал за «Мальорку». Нападающий провёл в Примере 38 матчей и забил 4 гола.
1 августа 2014 года Нсуэ подписал 3-летний контракт с английским клуб «Мидлсбро», представляющим Чемпионшип. В составе «Мидлсбро» Эмилио поменял амплуа и стал играть преимущественно на позиции правого защитника. 28 ноября 2015 года он забил первый гол за «речников», поразив ворота «Хаддерсфилд Таун», и помог своему клубу одержать победу (2:0).
18 января 2017 года перешёл в «Бирмингем Сити», подписав контракт на 3,5 года. Сумма трансфера составила £1 млн, плюс £1 млн в качестве возможных бонусов. 28 января Нсуэ дебютировал в составе своей новой команды, сыграв 88 минут в гостевом матче против «Норвич Сити» (0:2).
8 января 2018 года перешёл в кипрский «АПОЭЛ».

## Карьера в сборной
Нсуэ, родившийся в Испании и имевший испанское подданство, неоднократно получал предложения выступать за сборную Экваториальной Гвинеи, откуда родом его отец, но отвергал их в пользу испанских молодёжных сборных. Выступал за юношеские сборные Испании различных возрастов. Участник юношеского чемпионата Европы (до 19 лет) 2008 года (провел 1 матч), чемпионата мира (до 20 лет) 2009 года (3 матча, 2 гола), молодёжного чемпионата Европы—2011 (1 матч).
В 2012 году отказался играть на Кубке Африканских Наций за сборную Экваториальной Гвинеи, так как хотел выступить в составе сборной Испании на Летних олимпийских играх в Лондоне, но его не включили в окончательную заявку на турнир.
В марте 2013 Нсуэ принял предложение играть за сборную Экваториальной Гвинеи.
24 марта 2013 года Нсуэ дебютировал с капитанской повязкой в составе сборной Экваториальной Гвинеи в матче со сборной Кабо-Верде, забил три мяча, принеся победу своей команде со счётом 4:3. Однако позднее результат встречи был аннулирован, поскольку за Экваториальную Гвинею играл незаявленный футболист.
18 января 2024 года на Кубке африканских наций сделал хет-трик в ворота сборной Гвинеи-Бисау (4:2). Третий мяч стал для Нсуэ 20-м в составе сборной. 22 января Экваториальная Гвинея сенсационно разгромила хозяев турнира Кот-д’Ивуар со счётом 4:0, Нсуэ сделал дубль.
3 июня 2024 года ФИФА постановила, что Нсуэ не имел права играть за сборную Экваториальной Гвинеи ещё с 2013 года, так как он провёл 26 матчей за молодёжные сборные Испании. В марте 2024 года было начато новое расследование. Экваториальной Гвинее были присуждены технические поражения в отборочных матчах чемпионата мира 2026 года с Намибией и Либерией (в них Нсуэ забил победные голы). Нсуэ было запрещено играть в матчах сборных в течение шести месяцев; федерация футбола страны была оштрафована на 164 тысячи долларов.

## Статистика

### Клубная
| Клуб                     | Сезон   | Национальный чемпионат | Национальный чемпионат | Национальный чемпионат | Национальные кубки | Национальные кубки | Еврокубки | Еврокубки | Всего | Всего |
| Клуб                     | Сезон   | Лига                   | Игры                   | Голы                   | Игры               | Голы               | Игры      | Голы      | Игры  | Голы  |
| ------------------------ | ------- | ---------------------- | ---------------------- | ---------------------- | ------------------ | ------------------ | --------- | --------- | ----- | ----- |
| Мальорка                 | 2007/08 | Примера                | 2                      | 0                      | 0                  | 0                  | 0         | 0         | 2     | 0     |
| Мальорка                 | 2010/11 | Примера                | 38                     | 4                      | 4                  | 2                  | 0         | 0         | 42    | 6     |
| Мальорка                 | 2011/12 | Примера                | 30                     | 3                      | 4                  | 1                  | 0         | 0         | 34    | 4     |
| Мальорка                 | 2012/13 | Примера                | 19                     | 0                      | 2                  | 0                  | 0         | 0         | 21    | 0     |
| Всего за «Мальорку»      |         |                        | 89                     | 7                      | 10                 | 3                  | 0         | 0         | 99    | 10    |
| Клуб                     | Сезон   | Национальный чемпионат | Национальный чемпионат | Национальный чемпионат | Национальные кубки | Национальные кубки | Еврокубки | Еврокубки | Всего | Всего |
| Клуб                     | Сезон   | Лига                   | Игры                   | Голы                   | Игры               | Голы               | Игры      | Голы      | Игры  | Голы  |
| Кастельон                | 2008/09 | Сегунда                | 38                     | 6                      | 1                  | 0                  | 0         | 0         | 39    | 6     |
| Всего за «Кастельон»     |         |                        | 38                     | 6                      | 1                  | 0                  | 0         | 0         | 39    | 6     |
| Клуб                     | Сезон   | Национальный чемпионат | Национальный чемпионат | Национальный чемпионат | Национальные кубки | Национальные кубки | Еврокубки | Еврокубки | Всего | Всего |
| Клуб                     | Сезон   | Лига                   | Игры                   | Голы                   | Игры               | Голы               | Игры      | Голы      | Игры  | Голы  |
| Реал Сосьедад            | 2009/10 | Сегунда                | 33                     | 5                      | 2                  | 0                  | 0         | 0         | 35    | 5     |
| Всего за «Реал Сосьедад» |         |                        | 33                     | 5                      | 2                  | 0                  | 0         | 0         | 35    | 5     |
| Всего                    |         |                        | 160                    | 18                     | 13                 | 3                  | 0         | 0         | 173   | 21    |

## Достижения
«Мидлсбро»
- Вице-чемпион Футбольной лиги Англии: 2015/16 (2-е место)

Сборная Испании
- Чемпион Европы среди юношей до 19 лет: 2007
- Чемпион Европы среди юношей до 21 года: 2011

АПОЭЛ
- Чемпион Кипра: 2017/18